# Balthasar de Hanau-Münzenberg
Balthasar de Hanau-Münzenberg (29 juin 1508 – 9 décembre 1534, à Hanau) est un fils posthume du comte Reinhard IV de Hanau-Münzenberg (1473 - 1512) et de son épouse la comtesse Catherine de Schwarzbourg-Blankenbourg (d. 1514).

## Biographie
À partir de 1529, il est co-régent pour son neveu, le comte Philippe III, dont le père est mort jeune. Il continue la construction de fortifications autour de Hanau, que son frère Philippe II a commencé. Il complète les forteresses avec une ceinture défensive selon la dernière norme technique de la Renaissance.
Balthasar ne s'est jamais marié. Comme la plupart des membres masculins de la ligne Hanau-Münzenberg, il est mort jeune, en 1534, à l'âge de 26 ans. Il est enterré dans l'église de sainte-Marie de Hanau.
L'une des portes de Hanau est ornée d'un buste de Balthasar, jusqu'à ce que la porte soit détruite au XVIIIe siècle. Le buste est conservé par la Société Historique de Hanau. Il est détruit quand la ville est bombardée le 19 mars 1945. Seuls les dessins restent.